# Lucapina suffusa
Lucapina suffusa är en snäckart som först beskrevs av Reeve 1850.  Lucapina suffusa ingår i släktet Lucapina och familjen nyckelhålssnäckor.

## Underarter
Arten delas in i följande underarter:
- L. s. suffusa
- L. s. tobagoensis

## Bildgalleri

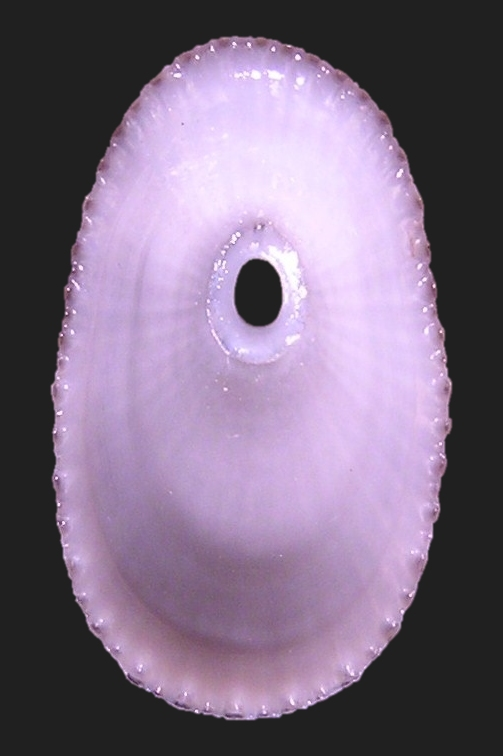